# Centaurea gubanovii
Centaurea gubanovii — вид квіткових рослин айстрових (Asteraceae). Ендемік Афганістану.